# First Division (Malta) 1909/10
Die First Division 1909/10 war die erste Spielzeit in der Geschichte der höchsten maltesischen Fußballliga. Meister wurde der FC Floriana.

## Modus
Die Saison wurde in einer einfachen Runde ausgetragen. Alle Spielen fanden im selben Stadion statt. Für einen Sieg gab es zwei Punkte, für ein Unentschieden einen und für eine Niederlage keinen Punkt.

## Die entscheidende Begegnung
Das Saisoneröffnungsspiel wurde am 20. Februar 1910 vor mehr als 5000 Zuschauern zwischen den späteren Hauptrivalen des maltesischen Fußballs, dem kommenden Meister FC Floriana und dem Vizemeister Sliema Wanderers, ausgetragen. Dabei trat Floriana in seiner traditionellen grün-weißen Spielkleidung an, während die Wanderers mit ihren damals gebräuchlichen gelben Trikots und schwarzen Hosen spielten. Nach einem nicht anerkannten Tor der Wanderers weigerte sich deren Mannschaft, das Spiel fortzusetzen, das in der 25. Minute vom Schiedsrichter abgebrochen wurde. Die für den 24. April 1910 neu angesetzte Begegnung wurde von mehr als 6000 Zuschauern verfolgt. Durch einen 1:0-Erfolg sicherte Floriana sich die Meisterschaft vor seinem ärgsten Verfolger.

## Abschlusstabelle
| Pl. | Verein                | Sp. | S | U | N | Tore    | Quote | Punkte |
| --- | --------------------- | --- | - | - | - | ------- | ----- | ------ |
| 1.  | FC Floriana           | 4   | 4 | 0 | 0 | 006:000 | ∞     | 08:0   |
| 2.  | Sliema Wanderers      | 4   | 2 | 1 | 1 | 005:200 | 2,50  | 05:30  |
| 3.  | Saint Joseph’s United | 4   | 2 | 0 | 2 | 004:400 | 1,00  | 04:40  |
| 4.  | Boys Empire League    | 4   | 1 | 1 | 2 | 007:400 | 1,75  | 03:50  |
| 5.  | Malta University      | 4   | 0 | 0 | 4 | 000:120 | 0,00  | 0:80   |

Platzierungskriterien: 1. Punkte – 2. Torquotient
| Zum Saisonende 1909/10:      |
| Maltesischer Meister 1909/10 |

## Kreuztabelle
| 1909/10               | FC Floriana | Sliema Wanderers | STJ   | BOY | UNI   |
| --------------------- | ----------- | ---------------- | ----- | --- | ----- |
| FC Floriana           |             | 1:0              | +:- 1 | 1:0 | 4:0   |
| Sliema Wanderers      | –           |                  | 2:1 2 | 0:0 | 3:0   |
| Saint Joseph’s United | –           | –                |       | 3:2 | +:- 3 |
| Boys Empire League    | –           | –                | –     |     | 5:0   |
| Malta University      | –           | –                | –     | –   |       |